# Alex Timossi Andersson
Pour les articles homonymes, voir Andersson.
Alex Timossi Andersson, né le 19 janvier 2001 à Helsingborg en Suède, est un footballeur suédois qui évolue au poste d'ailier droit à l'IF Brommapojkarna.

## Biographie

### En club
Né à Helsingborg en Suède, Alex Timossi Andersson est notamment formé par le club de sa ville natale, l'Helsingborgs IF. C'est avec ce club qu'il découvre le monde professionnel, jouant son premier match le 18 février 2017, lors d'une rencontre de Svenska Cupen face à l'IF Brommapojkarna. Il est titularisé et son équipe s'incline par trois buts à zéro. Il joue son premier match en championnat alors que le club évolue dans la Superettan, la deuxième division suédoise, le 17 avril 2017, en entrant en jeu face au Gefle IF (1-1 score final). 
Lors de la saison 2018, le club termine premier du championnat, et se voit donc promu en première division pour la saison suivante, après deux saisons passées à l'étage inférieur. Il s'agit du premier titre de la jeune carrière de Timossi Andersson.
En juillet 2018 il signe au Bayern Munich, alors qu'il était prévu qu'il s'engage avec le club allemand à l'été 2019. Un accord avait déjà été trouvé entre les deux clubs depuis le mois d'octobre 2017.
Le 6 février 2020, Alex Timossi Andersson est prêté à son ancien club, l'Helsingborgs IF, où il découvre cette fois l'Allsvenskan, l'élite du football suédois. Il joue son premier match dans cette compétition le 15 juin 2020, lors de la première journée de la saison 2020 contre Varbergs BoIS. Il entre en jeu à la place d'Anders Randrup et son équipe s'incline par trois buts à zéro.
Le 8 février 2021, Alex Timossi Andersson est prêté à l'Austria Klagenfurt jusqu'à la fin de saison. Le club évolue alors en deuxième division autrichienne. Il joue son premier match dès le 21 février suivant, contre l'équipe B du Rapid Vienne, en championnat. Titulaire, il délivre une passe décisive ce jour-là mais son équipe perd la rencontre (2-3).
Le 15 juillet 2021 son prêt à l'Austria Klagenfurt est prolongé jusqu'en juin 2022.
Le 6 juillet 2022, Alex Timossi Andersson quitte définitivement le Bayern Munich afin de s'engager avec le SC Heerenveen pour un contrat courant jusqu'en juin 2026.
Alex Timossi Andersson fait son retour en Suède le 31 août 2023, en s'engageant avec l'IF Brommapojkarna.
Il marque son premier but pour l'IF Brommapojkarna le 24 novembre 2023, lors d'un match de barrage pour éviter la relégation face au Utsiktens BK. Il est titularisé et participe à la large victoire de son équipe par sept buts à zéro,.

### En sélection
Sélectionné avec l'équipe de Suède des moins de 17 ans, Alex Timossi Andersson marque notamment un but contre la Slovaquie le 10 février 2018, en plus de délivrer une passe décisive, et d'ainsi participer à la victoire de son équipe (1-3 score final). Avec cette sélection il participe au championnat d'Europe des moins de 17 ans en 2018. Il joue quatre matchs durant ce tournoi, tous en tant que titulaire, et son équipe est éliminée en quarts de finale par l'Italie (1-0).

## Palmarès
Helsingborgs IF
- Championnat de Suède D2 (1) :
  - Champion : 2018.